# آویشن کوهستان وحشی
آویشن کوهستان وحشی (به انگلیسی: The Godfather) فیلم عاشقانه کمدی-درام محصول سال ۲۰۲۰ به نویسندگی و کارگردانی جان پاتریک شنلی است که از نمایشنامه شنلی با عنوان بیرون از مالینگار الهام گرفته است. امیلی بلانت، جیمی درنان، جان هم، دیربلا ملوی و کریستوفر واکن از ستارگان این فیلم هستند.
این فیلم در ۱۱ دسامبر ۲۰۲۰ در ایالات‌متحده آمریکا توسط بلیکر استریت منتشر شد، و در بریتانیا در ۳۰ آوریل ۲۰۲۱ از طریق ویدئو به‌درخواست توسط لاینزگیت فیلمز منشر شد.

## خلاصۀ داستان
داستان این فیلم در مورد دو عاشق به نام‌های آنتونی (جیمی درنان) و رزماری (امیلی بلانت) است که به خاطر اختلاف خانواده‌هایشان که بر سر یک قطعه زمین کشاورزی است دچار مشکلات زیادی هستند. بزرگ خانواده تهدید می‌کند که به جای پسر خودش، مزرعه‎ اش را به برادرزاده آمریکایی‌اش خواهد بخشید. به همین دلیل تنش و درگیری در خانواده شدت می‌گیرد...

## بازیگران
- امیلی بلانت درنقش رزماری مالدوم
  - ابیگیل کوبرن در نقش جوانی رزماری مالدوم

- جیمی درنان درنقش آنتونی ریلی
  - دارا اوکین درنقش کودکی آنتونی ریلی
- جان هم درنقش آدام کلی
- کریستوفر واکن درنقش تونی ریلی
- دیربلا ملوی درنقش ایفا مالدوم
- دنیل رایان درنقش میو

## تولید
در ماه مه ۲۰۱۹ اعلام شد جان پاتریک شنلی با اقتباس از نمایشنامه بیرون از مالینگار فیلمی خواهد ساخت و جیمی درنان و هالیدی گرینجر در آن بازی می کنند. تا ماه اوت، امیلی بلانت، جان هم، کریستوفر واکن و دیربلا ملوی به فیلم اضافه شدند و بلانت جایگزین گرینجر شد. 
فیلمبرداری از ۳۰ سپتامبر ۲۰۱۹ در کراسمولینا، شهرستان مایو، ایرلند آغاز شد.

## انتشار
این فیلم در ۱۱ دسامبر ۲۰۲۰ در ایالات‌متحده آمریکا اکران شد. پیش‌نمایش آن در ۱۰ نوامبر ۲۰۲۰ منتشر شد و لهجه‌های نادرست ایرلندی و برداشت‌های کلیشه‌ای راجع به مردمان این کشور، به شدت مورد انتقاد ایرلندی‌ها قرار گرفت.